# Posfeminismo
El término posfeminismo se utiliza para describir reacciones contra las contradicciones y ausencias en el feminismo, especialmente el feminismo de segunda ola y el feminismo de tercera ola. El término posfeminismo a veces se confunde con feminismos posteriores, como el feminismo de cuarta ola y el xenofeminismo.
La ideología del posfeminismo se reconoce por su contraste con el feminismo prevaleciente o precedente. Algunas formas de posfeminismo se esfuerzan por avanzar hacia la siguiente etapa en el progreso relacionado con el género y, como tal, a menudo se concibe como a favor de una sociedad que ya no se define por roles y expresiones de género rígidos. Que promueve o encarna cualquiera de las diversas ideologías que surgen del feminismo de la década de 1970, ya sea apoyando u oponiéndose al feminismo clásico.
El posfeminismo puede considerarse una forma crítica de entender las relaciones cambiadas entre feminismo, cultura popular y feminidad. También puede presentar una crítica del feminismo de la segunda ola o del feminismo de la tercera ola al cuestionar su pensamiento binario y el esencialismo de género, su visión de la sexualidad y su percepción de las relaciones entre feminidad y feminismo. Puede complicar o incluso negar por completo la noción de que la igualdad absoluta de género es necesaria, deseable o alcanzable de manera realista.

## Historia del término
En 1919, se lanzó una revista en la que "las radicales literarias femeninas" decían "ahora nos interesan las personas, no los hombres y las mujeres", que "las normas morales, sociales, económicas y políticas" no deberían tener nada que ver con la gente. ver con el sexo'", que sería "promujer sin ser antihombre", y que "su postura [se llama] posfeminista'".
El término se utilizó en la década de 1980 para describir una reacción violenta contra el feminismo de la segunda ola. El posfeminismo es ahora una etiqueta para una amplia gama de teorías que adoptan enfoques críticos de los discursos feministas anteriores e incluyen desafíos a las ideas de la segunda ola. Otras posfeministas dicen que el feminismo ya no es relevante para la sociedad actual. Amelia Jones ha escrito que los textos posfeministas que surgieron en los años ochenta y noventa retrataban al feminismo de la segunda ola como una entidad monolítica y generalizaban demasiado en sus críticas.
La década de 1990 vio la popularización de este término, tanto en el mundo académico como en el mundo de los medios. Fue visto como un término tanto de elogio como de desprecio. Toril Moi, profesora de la Universidad Duke, acuñó originalmente el término en 1985 en Política sexual/textual para defender un feminismo que deconstruiría el binario entre la igualdad basada en el feminismo "liberal" y el feminismo basado en diferencias o "radical". Existe confusión en torno al significado pretendido de "post" en el contexto del "posfeminismo". Esta confusión ha plagado el significado mismo de "posfeminismo" desde la década de 1990. Si bien el término ha parecido, por un lado, anunciar el fin del feminismo, por otro lado, se ha convertido en un sitio de política feminista.
En ese contexto la historia feminista se caracteriza por la lucha por descubrir la situación actual —a menudo articulada como una preocupación sobre si todavía existe algo llamado "feminismo" - escribiendo en el pasado. Es aquí donde el significado de "post" como ruptura histórica es preocupante, ya que "post" ofrece situar al feminismo en la historia proclamando el fin de esta historia. Luego confirma la historia feminista como cosa del pasado. Sin embargo, algunos afirman que es imposible que el feminismo pueda alinearse con el "post" cuando es impensable, ya que sería lo mismo que llamar al mundo actual una sociedad posracista, posclasista y postsexista.
A lo largo de los años, el significado del posfeminismo se ha ampliado en alcance, abarcando muchos significados diferentes, como es el caso del feminismo. Dentro de la literatura feminista, las definiciones tienden a caer en dos categorías principales: 
1) "muerte del feminismo", "antifeminismo", "el feminismo es irrelevante ahora" y 
2) la siguiente etapa en el feminismo, o el feminismo que se cruza con otros "post - ”filosofías / teorías, como el posmodernismo, el posestructuralismo y el poscolonialismo.

## Características
La primera parte de la década de 1980 fue cuando los medios de comunicación comenzaron a etiquetar a las mujeres adolescentes ya las veinteañeras de "generación posfeminista". Después de veinte años, el término posfeminista todavía se usa para referirse a las mujeres jóvenes, "que se cree que se benefician del movimiento de mujeres a través de un mayor acceso al empleo y la educación y nuevos arreglos familiares, pero al mismo tiempo no presionan para un mayor cambio político". , Afirma Pamela Aronson, profesora de Sociología. El posfeminismo es un tema muy debatido ya que implica que el feminismo está "muerto" y "porque la igualdad que asume es en gran parte un mito".
Según la profesora D. Diane Davis, el posfeminismo es solo una continuación de lo que quieren los feminismos de primera y segunda ola.
La investigación realizada en la Universidad Estatal de Kent redujo el posfeminismo a cuatro afirmaciones principales: el apoyo al feminismo disminuyó; las mujeres comenzaron a odiar el feminismo y las feministas; la sociedad ya había alcanzado la igualdad social, dejando obsoleto el feminismo; y la etiqueta "feminista" no fue del agrado debido al estigma negativo.

## Ejemplos de trabajo posfeminista
En su libro de 1994 ¿Quién robó el feminismo? Cómo las mujeres han traicionado a las mujeres, Christina Hoff Sommers considera que gran parte de la teoría feminista académica moderna y el movimiento feminista son ginocéntricos. Ella etiqueta esto como "feminismo de género" y propone "feminismo equitativo", una ideología que apunta a la plena igualdad civil y legal. Ella argumenta que mientras las feministas que ella designa como feministas de género abogan por un trato preferencial y presentan a las mujeres como víctimas, el feminismo equitativo proporciona una forma alternativa viable de feminismo. Estas descripciones y su otro trabajo han hecho que Hoff Sommers sea descrita como antifeminista por algunas otras feministas.
Algunas feministas contemporáneas, como Katha Pollitt o Nadine Strossen, consideran que el feminismo sostiene simplemente que "las mujeres son personas". Estos escritores consideran que los puntos de vista que separan a los sexos en lugar de unirlos son más sexistas que feministas.
Amelia Jones es autora de textos posfeministas que surgieron en las décadas de 1980 y 1990 y describieron al feminismo de la segunda ola como una entidad monolítica y lo criticaron utilizando generalizaciones.
Uno de los primeros usos modernos del término fue en el artículo de Susan Bolotin de 1982 "Voces de la generación posfeminista", publicado en la revista de New York Times. Este artículo se basó en una serie de entrevistas con mujeres que en gran medida estaban de acuerdo con los objetivos del feminismo, pero que no se identificaban como feministas.
Susan Faludi, en su libro de 1991 Backlash: The Undeclared War Against American Women, argumentó que una reacción violenta contra el feminismo de la segunda ola en la década de 1980 había redefinido con éxito el feminismo a través de sus términos. Argumentó que construyó el movimiento de liberación de la mujer como la fuente de muchos de los problemas que supuestamente afectaban a las mujeres a fines de la década de 1980. También argumentó que muchos de estos problemas eran ilusorios, construidos por los medios de comunicación sin evidencia confiable. Según ella, este tipo de reacciones es una tendencia histórica, recurrente cuando parecía que las mujeres habían logrado avances sustanciales en sus esfuerzos por obtener la igualdad de derechos.
Angela McRobbie argumentó que agregar el prefijo post- al feminismo socavó los avances que hizo el feminismo para lograr la igualdad para todos, incluidas las mujeres. En opinión de McRobbie, el posfeminismo daba la impresión de que se había logrado la igualdad y las feministas ahora podían centrarse en otra cosa por completo. McRobbie creía que el posfeminismo se veía más claramente en los llamados productos de medios feministas, como El diario de Bridget Jones, Sex and the City, y Ally McBeal. Personajes femeninos como Bridget Jones y Carrie Bradshaw afirmaban estar liberados y disfrutar claramente de su sexualidad, pero lo que buscaban constantemente era el único hombre que haría que todo valiera la pena.
Las representaciones del posfeminismo se pueden encontrar en la cultura pop. El posfeminismo ha sido visto en los medios como una forma de feminismo que acepta la cultura popular en lugar de rechazarla, como era típico de las feministas de la segunda ola. Muchos programas populares de la década de 1990 y principios de la de 2000 se consideran obras posfeministas porque tienden a centrarse en mujeres que están empoderadas por representaciones culturales populares de otras mujeres. Debido a esto, las postfeministas afirmaron que tales medios eran más accesibles e inclusivos que las representaciones pasadas de mujeres en los medios; sin embargo, algunas feministas creen que las obras posfeministas se centran demasiado en las mujeres blancas de clase media. Tales programas y películas incluyen The Devil Wears Prada, Xena: la princesa guerrera, The Princess Diaries y Buffy the Vampire Slayer. Otro ejemplo es Sex and the City. Carrie Bradshaw de Sex and the City es un ejemplo de un personaje que vive una vida posfeminista. Mientras su personaje intenta vivir un estilo de vida sexualmente liberado, Bradshaw está atrapada sin cesar persiguiendo el amor y la validación de un hombre. El equilibrio entre la vida independiente de Bradshaw como columnista de éxito y el deseo de encontrar un marido ejemplifica la tensión del posfeminismo. Muchos de estos trabajos también involucran a mujeres que monitorean su apariencia como una forma de autogestión, ya sea en forma de dieta, ejercicio o, lo que es más popular, escenas de cambio de imagen. La literatura posfeminista, también conocida como chick lit, ha sido criticada por las feministas por temas y nociones similares. Sin embargo, el género también es elogiado por ser confiado, ingenioso y complicado, incorporando temas feministas, girando en torno a las mujeres y reinventando los estándares de la ficción. También se pueden encontrar ejemplos en Pretty Little Liars. Las novelas exploran la complejidad de la niñez en una sociedad que asume la igualdad de género, lo cual está en línea con el posfeminismo. La constante vigilancia y autocontrol de los protagonistas de la serie muestra la actuación de la heterosexualidad, la hiperfeminidad y la mirada crítica impuesta a las niñas. El materialismo y la actuación de las niñas en Pretty Little Liars critica la noción de que la sociedad tiene plena igualdad de género y, por lo tanto, ofrece una crítica del posfeminismo.
En un artículo sobre anuncios impresos de joyería en Singapur, Michelle Lazar analiza cómo la construcción de la feminidad 'posfeminista' ha dado lugar a un híbrido neoliberal "pronunciado sentido de sí mismo o 'yo-dentidad'". Afirma que el creciente número de mujeres asalariadas ha llevado a los anunciantes a actualizar su imagen de la mujer, pero que "a través de esta identidad híbrida posfeminista, los anunciantes han encontrado la manera de reinstalar una nueva normatividad que coexiste con el status quo". Los anuncios y la moda posfeministas han sido criticados por utilizar la feminidad como una mercancía velada como liberación.

## Otras lecturas
- Gill, Rosalind (mayo de 2007). "Postfeminist media culture. Elements of a sensibility". European Journal of Cultural Studies. 10 (2): 147–166. doi:10.1177/1367549407075898. S2CID 145620486.